# روض ابن هادي
روض ابن هادي هي مدينة سعودية تقع في منطقة الحدود الشمالية وتتبع إداريًا لمحافظة رفحاء. تعد من المراكز الإدارية المعروفة في شمال المملكة، ويقطنها عدد من أبناء القبائل البدوية، وتحديدًا من قبيلة الرشايدة.

## الموقع
تقع المدينة جنوب شرق مدينة رفحاء، على بُعد نحو 70 كيلومترًا، بالقرب من الطريق الرابط بين رفحاء وحفر الباطن، وهو طريق إقليمي مهم. يُحيط بها عدد من الهجر والقرى الصغيرة، مما يجعلها نقطة تجمع سكاني في المنطقة.

## التسمية
سُميت "روض ابن هادي" نسبةً إلى هادي بن سعيدان، أحد وجهاء القبائل في المنطقة خلال أوائل القرن العشرين، ويُنسب إليه حفر أول بئر ماء في المنطقة، مما جعلها موردًا ومكانًا مناسبًا للاستقرار البدوي.

## السكان
تُعد قبيلة الرشايدة من أبرز القبائل التي تسكن المدينة، ويعتمد السكان على نمط الحياة البدوية إلى جانب الخدمات الحديثة. وقد شهدت المدينة تطورًا نسبيًا من ناحية التعليم والخدمات الصحية.

## التاريخ
يرجع تاريخ نشأة روض ابن هادي إلى بدايات القرن العشرين، حيث كانت موقعًا موسميًا يرتاده البدو في مواسم الرعي والتنقل. لاحقًا تحولت إلى مركز دائم بفضل وجود المياه وقربها من الطرق الإقليمية، ومع الوقت أُنشئت فيها الإمارة والمدارس والخدمات.

## الاقتصاد
يعتمد السكان على تربية الماشية، والزراعة البسيطة، وبعض التجارة المحلية. كما أن قرب المدينة من الطريق الإقليمي يجعلها محطة وقوف للمسافرين مما أنعش السوق المحلي.

## الخدمات
تتوفر في روض ابن هادي مجموعة من الخدمات الحكومية والتعليمية، ومنها:
- مركز صحي
- مدرسة ابتدائية ومتوسطة للبنين والبنات
- مركز إمارة
- مسجد جامع
- محطة وقود وسوق شعبي
- نقطة أمنية (شرطة)